# Hoochhoutwoud
Hoochhoutwoud is een stolphoeve aan de Gouwe 48 in het Noord-Hollandse Hoogwoud, gemeente Opmeer. Het hoofdgebouw stamt uit de tweede helft van de 17e eeuw en de schuur is van rond 1900. De boerderij is in 1972 ingeschreven als rijksmonument.

## Geschiedenis
Hoewel het huidige hoofdgebouw uit 1671 stamt, is zeker dat het erf al zeker de eeuw daarvoor werd gebruikt. Op het erf zijn vele scherven gevonden van borden en schalen uit de 16e eeuw. Wie de bouwer van de boerderij was, is niet bekend. Wel zijn uit de 18e en 19e eeuw de bewoners bekend. De eerste bekende bewoner is Louris Cornelisz Sijp. Nog tot 1830 bleven nabestaanden van Sijp in de boerderij wonen. Dat jaar kocht Klaas Pijper de boerderij en ging er met zijn vrouw Anna Sijp wonen. Hierdoor bleef de boerderij dus wel binnen de familie Sijp. Hun zoon Cornelis Pijper werd net als zijn voorouders uit de familie Sijp burgemeester van Hoogwoud, maar hij werd ook bekend als de uitvinder van de meshanger. Na het overlijden van Sijp ging de boerderij naar een van zijn kleindochters. Zij was getrouwd met Louris Glas. Glas en zijn vrouw zijn de voorouders van de huidige bewoners van het complex.
Rond 1900 werd de stolpschuur naast de boerderij gebouwd. In deze schuur kwamen alleen een stal, hooiberg en dars. De stolpschuur werd in 1980 omgebouwd tot woning.

## Exterieur

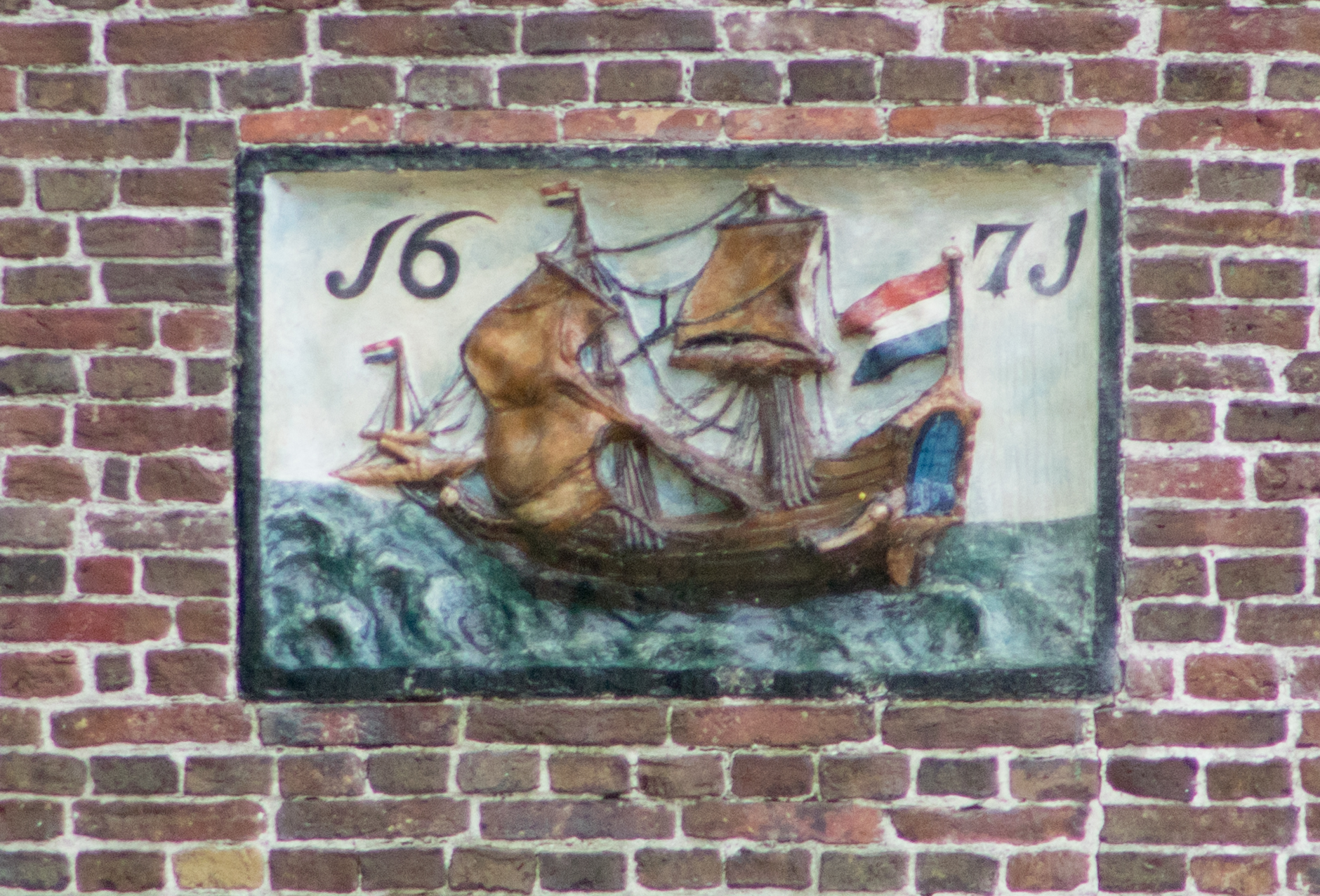
Gevelsteen met datering

De boerderij bestaat uit twee stolpen, een stolpboerderij en een stolpschuur. De twee stolpen staan naast en tegen elkaar, wat vrij uitzonderlijk is omdat de meeste duo's achter elkaar staan. De rechter stolp is, volgens de gevelsteen, gebouwd in 1671. De ander, de schuur, is van rond 1900. Beide hebben een rietgedekt dak, met de nok evenwijdig aan de weg.
De stolpboerderij heeft een houten halsgevel met vazen boven de pilasters en een in de geveltop in een gebroken fronton. Deze houten gevel is een reconstructie, de vazen zijn origineel. De dars bevindt zich aan de linkerzijde en in de korte zijgevel leidend naar de dars is een gevelsteen aangebracht. De steen is gepolychromeerd en toont een 17e-eeuws schip met twee masten op een ruige zee.
De voormalige stolpschuur staat tegen de boerderij aan. De dars van dit gebouw staat tegen die van het hoofdgebouw aan. In de voorgevel bevinden zich twee halfronde stalramen.
Op het erf van de boerderij staat ook een walvisbot of -kaak. Deze is ooit door een boer, die waarschijnlijk ook walvisvaarder was, meegebracht en diende als paal waar koeien en schapen tegenaan kunnen schuren. In de grond zijn ook andere botten en een wervel gevonden, deze zijn overgebracht naar de Museumboerderij West-Frisia. De schuurpaal is wel verplaatst, eerst stond deze nog bij het bon (de plek waar de koeien gemolken werden) en later bij de vijver.

## Interieur
Een van de voorkamers is ingericht als pronkkamer, compleet met twee (originele) ingebouwde vitrines en aan de bovenzijde van de betimmering een lijst voor het tonen van borden en schalen. In het interieur is ook een 17e-eeuwse betegelde schouw gebouwd. Omdat de bovenzijde van de tegels naar het plafond afbuigt, betreft het een smuiger. De haard heeft ook een haardplaat met daarop een vrouw met een anker. De haardplaat toont de goddelijke deugd Hoop.